# Sågsillfiskar
Sågsillfiskar (Pristigasteridae) är en familj i ordningen sillartade fiskar med 9 släkten fördelade på 2 underfamiljer. Arterna förekommer nära kustlinjen i tropiska delar av Atlanten, Stilla havet och Indiska oceanen eller i Sydamerikas och Sydostasiens sötvatten. Individerna samlas vanligen i stim. Familjens ställning i taxonomin är omstridd.

## Kännetecken
Dessa fiskar når en kroppslängd mellan 3,5 och 80 centimeter, de flesta arterna är kortare än 25 centimeter. Sågsillfiskar skiljer sig från andra sillartade fiskar genom en särskilt lång analfena som har 30 till 92 fenstrålar. Hos vissa arter saknas bukfenan.

## Systematik
- Unterfamilj Pelloninae
  - Släkte Chirocentrodon Günther, 1868
    - Chirocentrodon bleekerianus (Poey, 1867)

  - Släkte Ilisha Richardson, 1846
    - Ilisha africana (Bloch, 1795) 
    - Ilisha amazonica (Miranda Ribeiro, 1920) 
    - Ilisha compressa Randall, 1994
    - Ilisha elongata (Anoniem/Bennett, 1830) 
    - Ilisha filigera (Valenciennes in Cuvier & Valenciennes, 1847) 
    - Ilisha fuerthii (Steindachner, 1875) 
    - Ilisha kampeni (Weber and de Beaufort, 1913) 
    - Ilisha lunula Kailola, 1986 
    - Ilisha macrogaster Bleeker, 1866 
    - Ilisha megaloptera (Swainson, 1839) 
    - Ilisha melastoma (Bloch & Schneider, 1801) 
    - Ilisha novacula (Valenciennes in Cuvier & Valenciennes, 1847) 
    - Ilisha obfuscata Wongratana, 1983 
    - Ilisha pristigastroides (Bleeker, 1852) 
    - Ilisha sirishai Seshagiri Rao, 1975 
    - Ilisha striatula Wongratana, 1983 

  - Släkte NeoopisthopterusHildebrand, 1948
    - Neoopisthopterus cubanusHildebrand, 1948
    - Neoopisthopterus tropicus(Hildebrand, 1946)

  - Släkte Pellona Valenciennes in Cuvier & Valenciennes, 1847
    - Pellona altamazonica Cope, 1872
    - Pellona castelnaeana Valenciennes in Cuvier & Valenciennes, 1847
    - Pellona dayi Wongratana, 1983
    - Pellona ditchela Valenciennes in Cuvier & Valenciennes, 1847
    - Pellona flavipinnis (Valenciennes, 1836)
    - Pellona harroweri (Fowler, 1917)

  - Släkte Pliosteostoma Norman, 1923
    - Pliosteostoma lutipinnis(Jordan & Gilbert, 1882)
- Unterfamilj Pristigasterinae
  - Släkte Odontognathus Lacepède, 1800
    - Odontognathus compressus Meek & Hildebrand, 1923
    - Odontognathus mucronatus Lacepède, 1800
    - Odontognathus panamensis (Steindachner, 1876)

  - Släkte Opisthopterus Gill, 1861
    - Opisthopterus dovii (Günther, 1868) 
    - Opisthopterus effulgens (Regan, 1903) 
    - Opisthopterus equatorialis Hildebrand, 1946 
    - Opisthopterus macrops (Günther, 1867) 
    - Opisthopterus tardoore (Cuvier, 1829) 
    - Opisthopterus valenciennesi Bleeker, 1872

  - Släkte Pristigaster Cuvier, 1816
    - Pristigaster cayana Cuvier, 1829
    - Pristigaster whiteheadi Menezes & de Pinna, 2000

  - Släkte Raconda Gray, 1831
    - Raconda russeliana Gray, 1831